# 竹内奎人
竹内 奎人（たけうち けいと、1999年5月29日 - ）は、静岡県賀茂郡河津町出身のプロ野球選手（投手）。右投右打。くふうハヤテベンチャーズ静岡所属。

## 経歴
河津南小学校1年生時に河津ジャガーズで野球を始める。6年時には3番でエースとして東海大学黒潮旗静岡県学童軟式野球大会など3県大会に出場した。河津中では伊東リトルシニアに所属し3年時には侍ジャパンU-15日本代表に選出されWBSC U-15ワールドカップで7位を獲得した。
静岡県立静岡高等学校では1年秋からベンチ入り、2年秋は中部地区3回戦までエースだったが同級生の池谷蒼大に背番号1を奪われた。3年春には第89回選抜高等学校野球大会に出場し、不来方との1回戦には登板機会はなかったものの、根尾昂、藤原恭大らを擁する大阪桐蔭との2回戦は先発の池谷のあとを受けて甲子園初登板を果たすも、試合には敗れた。3年夏は静岡県大会準決勝で敗れ、2季連続での甲子園出場を逃した。2学年上に堀内謙伍、1学年上に鈴木将平、1学年下に村松開人がいた。
大学では中学生からの夢であった整形外科医になるため勉強に専念して第1志望の群馬大学医学部に一般公募推薦入試で現役合格し、大学進学後は準硬式野球部でプレーを続けた。
3年生の秋に右肘の手術を受けたが、同時期に池谷がドラフト指名を受けたのを見て一念発起する。6年時春の公式戦では6試合に登板し5勝1敗を記録した。2023年4月には自身のTwitter（現X）で自己最速となる147km/hを記録したと発表。同10月4日にプロ志望届を提出したものの、ドラフト会議では指名されることはなかった。
その後現役続行の意思を示し翌2024年からのウエスタン・リーグへの参加が内定しており、地元・静岡県の球団であるハヤテ223新球団（その後チーム名は「くふうハヤテベンチャーズ静岡」と発表）のトライアウトを受験した。打者4人に対しての実戦テストでは与四球2と調整不足の面もあったが、12月7日にくふうハヤテへの入団が発表された。背番号は15。くふうハヤテでは池谷と再度チームメイトとなり、池谷が同月に左肘のクリーニング手術を受けた当日には医療スタッフの一人として立ち会った。
2024年2月3日・4日に行われた医師国家試験を受験し、3月15日に合格が発表された。くしくも合格発表のときにはウエスタン・リーグの開幕戦に2番手として登板している最中であった。なお、合格後も野球に専念し、現役引退後に研修医となる考えである。くふうハヤテではリリーフでの登板が多いものの、4月18日の中日ドラゴンズ戦で初めて先発登板を経験した（3回3失点〈自責2〉で勝ち負けつかず）。その後、5月16日の東京ヤクルトスワローズとのファーム交流戦（静岡草薙球場）でホーム初先発登板し、勝ち星はつかなかったものの5回1失点の好投を見せた。2024年シーズンの最終的な成績は、27試合の登板で75回1/3を投げ、0勝6敗、防御率6.09の成績だった。
2025年もくふうハヤテに所属し、4月11日の阪神タイガース戦の2番手で2回1/3を無失点に抑え、ウエスタン・リーグでの初勝利を挙げた。

## 選手としての特徴
球種として最速147km/hの直球のほかにツーシーム、カットボール、カーブ、スプリットを持っている。

## 詳細情報

### 背番号
- 15（2024年 - ）